# ボルゴ・ヴェルチェッリ
ボルゴ・ヴェルチェッリ（伊: Borgo Vercelli）は、イタリア共和国ピエモンテ州ヴェルチェッリ県にある、人口約2,200人の基礎自治体（コムーネ）。

## 地理

### 位置・広がり
| 隣接するコムーネは以下の通り。括弧内のNOはノヴァーラ県所属を示す。 - カザリーノ (NO) - カザルヴォローネ (NO) - ヴェルチェッリ - ヴィッラータ - ヴィンツァーリオ (NO) |